# Irmtraud Morgner
Irmtraud Morgner (Chemnitz, 22 agosto 1933 – Berlino, 6 maggio 1990) è stata una scrittrice tedesca.

## Biografia
Cresciuta in una famiglia di operai, si diplomò nel 1952 a Chemnitz, indi intraprese gli studi umanistici a Lipsia, dove ebbe tra i suoi docenti Hans Mayer e Ernst Bloch. Dal 1956 al 1958 fu assistente editoriale per la rivista Neue Deutsche Literatur di Berlino, mentre l'anno successivo pubblicò il suo primo racconto illustrato intitolato Das Signal Stand auf Reise, di stampo realista socialista. Negli anni '60 conobbe Sarah Kirsch e Karl Mickel e iniziò a sviluppare il proprio stile distaccandosi dalla letteratura socialista. A questo periodo infatti risalgono parecchie sue opere censurate e pubblicate solo alcuni decenni più tardi, come Rumba auf eine Herbst, Die wundersamen Reisen Gustav des Weltfahrers, Lügenhafter Roman mit Kommentaren e Hochzeit in Konstantinopel.
Negli anni '70 intraprese una serie di viaggi a Parigi, Roma e Mosca con Paul Wiens. A questo periodo risale il suo romanzo Leben und Abenteuer der Trobadora Beatriz nach Zeugnissen ihrer Spielfrau Laura (1974), il quale le diede la notorietà in qualità di "femminista della DDR". Nel 1977 fu eletta membro del consiglio esecutivo dell'Associazione degli scrittori, organo che vide espellere molti autori noti che si erano espressi contro l'espatrio di Wolf Biermann. Nel 1983 uscì il romanzo Amanda, secondo capitolo della Trilogia di Salman incentrata sulla figura di Beatrice de Dia, seguito dal terzo capitolo Die Schöne und das Tier (1991). Negli ultimi anni della sua vita tenne lezioni e seminari in Svizzera e negli Stati Uniti (dove si recò con Helga Schütz).

## Premi e riconoscimenti
- Premio Heinrich Mann (1975)
- Premio nazionale della Repubblica Democratica Tedesca (1977)
- Premio Roswitha (1985)
- Kasseler Literaturpreis per l'umorismo grottesco (1989)